# Will Vorhees
Will Vorhees (Lima (Ohio), 18 de diciembre de 1995) es un baloncestista estadounidense que pertenece a la plantilla de Oberá de la Liga Nacional de Básquet de Argentina. Con 2,03 metros de estatura, juega en la posición de ala-pívot.

## Trayectoria deportiva
Es un jugador formado en Columbus Grove High School de su ciudad natal, antes de ingresar en 2015 para jugar durante cuatro temporadas en los Notre Dame Falcons.
Tras no ser elegido en el Draft de la NBA de 2019, el 12 de agosto de 2019 firma por el Eisbären Bremerhaven de la BBL alemana. En 26 partidos disputados en la BBL, registró 12.7 puntos, 5.6 rebotes y 1.4 asistencias por encuentro.
El 30 de agosto de 2020, firma por el SC Rasta Vechta de la BBL, en la que sería su segunda temporada como profesional.
El 12 de agosto de 2024 fue anunciado como refuerzo del Oberá de la Liga Nacional de Básquet de Argentina.